# Trasformismo
Trasformismo se refiere al método de hacer una coalición centrista flexible de gobierno que aisló los extremos de la izquierda y la derecha en la política italiana después de la unificación y antes del ascenso de Benito Mussolini y el fascismo.
La política fue adoptada por Camillo Benso, conde de Cavour y la Derecha histórica tras la unificación italiana y trasladada al estado liberal post Risorgimento. Agostino Depretis, el Primer Ministro en 1883 que era miembro de la izquierda continuó el proceso. Se movió hacia la derecha y reorganizó su gobierno para incluir a los conservadores-liberales de Marco Minghetti. Este era un movimiento que Depretis había estado considerando durante un tiempo. El objetivo era garantizar un gobierno estable que evitara el debilitamiento de las instituciones por giros extremos hacia la izquierda o la derecha y asegurara la calma en Italia.
En ese momento, los políticos de clase media estaban más preocupados por hacer tratos entre ellos que por filosofías y principios políticos. Se formaron grandes coaliciones y se sobornó a sus miembros para que se unieran a ellas. Los liberales, el principal grupo político, estaban ligados por acuerdos informales de caballeros, pero éstos siempre fueron en materia de enriquecimiento. El gobierno real no parecía estar sucediendo en absoluto, pero el derecho al voto limitado hizo que los políticos no tuvieran que preocuparse por los intereses de sus electores.
Uno de los políticos más exitosos fue Giovanni Giolitti, quien logró convertirse en Primer Ministro en cinco ocasiones durante veinte años. Bajo su influencia, los liberales no se desarrollaron como un partido estructurado, sino que fueron una serie de agrupaciones personales informales sin vínculos formales con distritos políticos. Sin embargo, el trasformismo alimentó los debates de que el sistema parlamentario italiano era débil y en realidad estaba fallando y finalmente se asoció con la corrupción. Se percibió como un sacrificio de principios y políticas para obtener beneficios a corto plazo. El sistema deL trasformismo fue poco querido y parecía estar creando una enorme brecha entre los políticos y sus electores. Este sistema casi no trajo ventajas, ya que el analfabetismo se mantuvo igual en 1912 que antes de la era de la unificación, y las políticas económicas atrasadas combinadas con malas condiciones sanitarias continuaron impidiendo la mejora de las áreas rurales del país.

## Uso en la teoría Gramsciana
El filósofo marxista italiano Antonio Gramsci describió el trasformismo como una estrategia para evitar la formación de un movimiento obrero organizado cooptando y neutralizando sus ideas y líderes dentro de una coalición gobernante. Gramsci citó el intento de Giovanni Giolitti de forjar una alianza con los trabajadores industriales del norte de Italia bajo la bandera del proteccionismo como un ejemplo de este método. Por esta razón, el trasformismo está conectado con el proceso de revolución pasiva, mediante el cual el capitalismo puede desarrollarse en un país en particular sin la necesidad de una movilización abierta del pueblo.

## Trasformismoen Canadá
Basándose en las observaciones de Gramsci, el historiador canadiense Ian McKay ha sugerido que el trasformismo también ha jugado un papel importante en la política canadiense. La coalición MacDonald-Cartier, la base del Partido Conservador que dominó la política federal canadiense durante la mayor parte de la segunda mitad del siglo XIX y el Partido Liberal que dominó la política canadiense durante el siglo XX, se presentan como ejemplos de una variante canadiense de trasformismo.
En la década de 1930, el profesor Frank H. Underhill de la Universidad de Toronto también argumentó que los dos principales partidos políticos de Canadá, los liberales y los conservadores, habían operado de manera similar, promoviendo las mismas políticas apelando a la misma variedad de sectores. Al hacerlo, Canadá había perfeccionado el sistema bipartidista y había marginado el liberalismo y el radicalismo. Underhill argumentó que el resultado fue una pobreza generalizada en la cultura política canadiense. No es coincidencia que Underhill participó de manera central en la formación de la Federación Cooperativa de la Commonwealth, una coalición campesina-laboral nacida durante la Gran Depresión que se convirtió en el primer tercer partido federal exitoso de Canadá, el socialdemócrata Nuevo Partido Democrático.